# La sierra (documental)
La sierra es una película documental colombiana de 2004, dirigida por Margarita Martínez Escallón y Scott Dalton. Obtuvo varios premios y reconocimientos a nivel internacional, entre los que destacan una Mención de Honor y el Premio a Mejor Documental en el Festival de Cine de Slamdance, el Gran Premio del Jurado a Mejor Documental en el Festival Internacional de Cine de Miami y el Premio a Mejor Documental en el Festival IFP Market, todos en 2005.

## Sinopsis
El documental relata la historia del joven Edison Flórez, cabecilla de un grupo armado paramilitar conocido como el Bloque Metro, que mantiene un constante y sangriento enfrentamiento con otra facción denominada Cacique Nutibara, todo en un barrio de estrato bajo de la ciudad de Medellín, conocido como La Sierra.

## Recepción
El documental fue alabado por la crítica. En el sitio Rotten Tomatoes cuenta con un 100% de índice aprobatorio basado en seis reseñas. Jeannette Catsoulis de The New York Times afirmó en su reseña: "Este valiente documental lleva a los espectadores a una pequeña comunidad en una colina de Medellín donde un grupo paramilitar de derecha ilegal tiene el poder absoluto". Joshua Land de The Village Voice se refirió al documental de la siguiente manera: "Dalton y Martínez encuentran la distancia emocional ideal de sus sujetos, representando a La Sierra como una pesadilla sociológica, sin dejarnos olvidar nunca que allí vive gente real".